# Arginin
Arginin (Arg, R) (2-amino-5-gvanidinovalerijanska kiselina) uvjetno esencijalna aminokiselina (ljudski organizam je može sintetitizirati ovisno o stupnju razvoja i zdravstvenom statusu pojedinca). 
Arginin je prvi izolirao švicarski kemičar Ernst Schulze, 1886.g.
Arginin nalazimo u mnogim prehrambenim namirnicama: čokolada, meso (svinjetina, teletina, divljač, morska hrana, perad), mliječni proizvodi i sjemenke (suncokret, sezam, bundeva).
Arginin ima važnu ulogu u diobi stanica, cijeljenju rana, izlučivanju amonijaka iz tijela, otpuštanju hormona i imunološku ulogu.